# حكم (قانون)

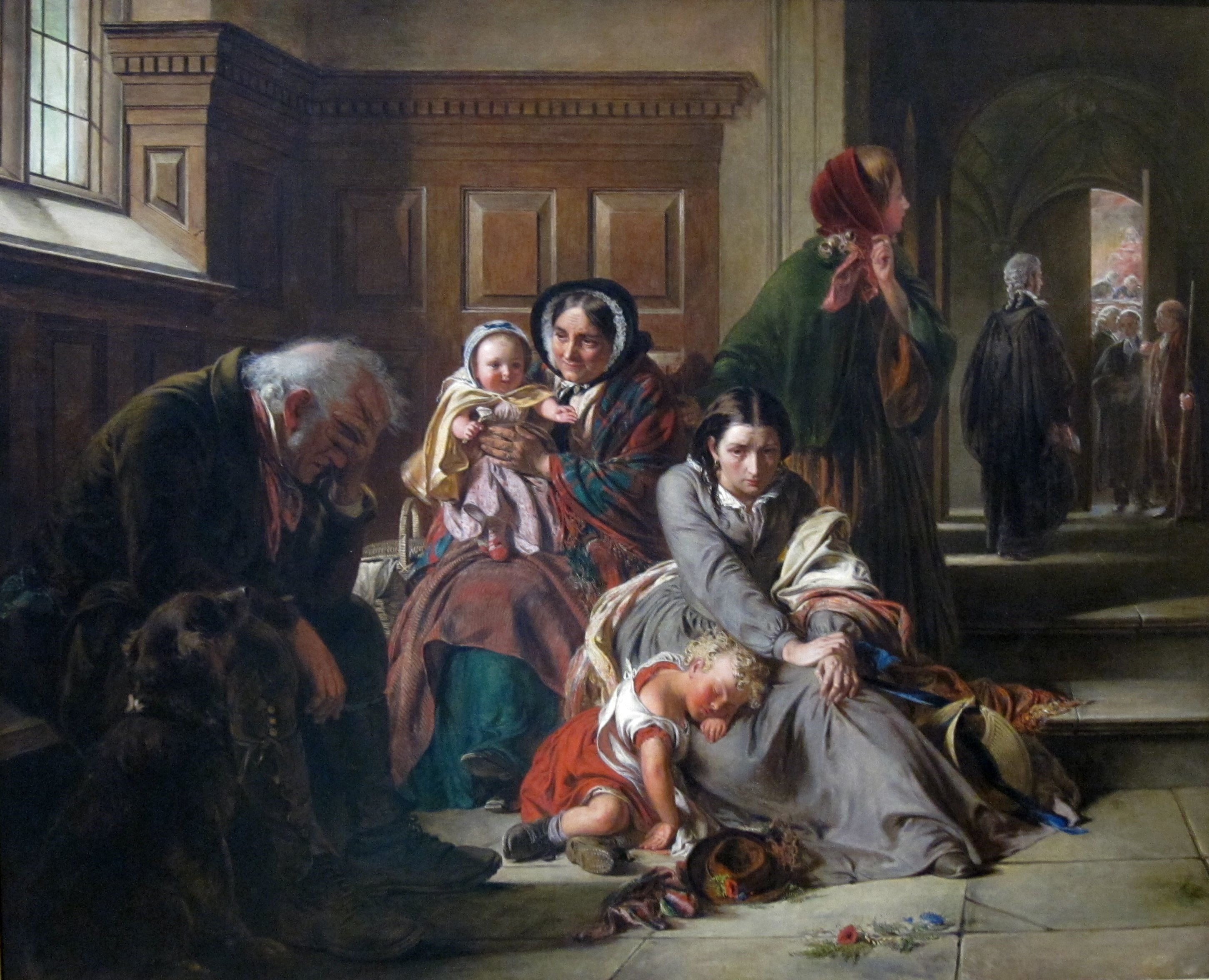
في انتظار الحكم من قبل إبراهيم سليمان، 1859، مركز جيتي

في القانون، الحكم هو النتيجة الرسمية للوقائع التي تصدرها هيئة المحلفين بشأن المسائل أو الأسئلة المقدمة إلى هيئة المحلفين من قبل القاضي. في المحاكمة من قبل القاضي، يُشار إلى قرار القاضي قرب نهاية المحاكمة ببساطة كنتيجة. في إنجلترا وويلز، كان يُطلق على نتائج الطبيب الشرعي اسم الأحكام، ولكن منذ عام 2009، يُطلق عليها الاستنتاجات.

## أصل الكلمة
مصطلح «الحكم»، من اللاتينية (veredictum)، يعني حرفيًا «قول الحقيقة» وهو مشتق من الإنجليزية الوسطى (verdit)، من الأنجلو نورمان: مركب ver («صحيح» من اللاتينية vērus) وdit («الكلام»، من القول المأثور اللاتيني، المفعول المحايد للماضي dīcere، على سبيل المثال).

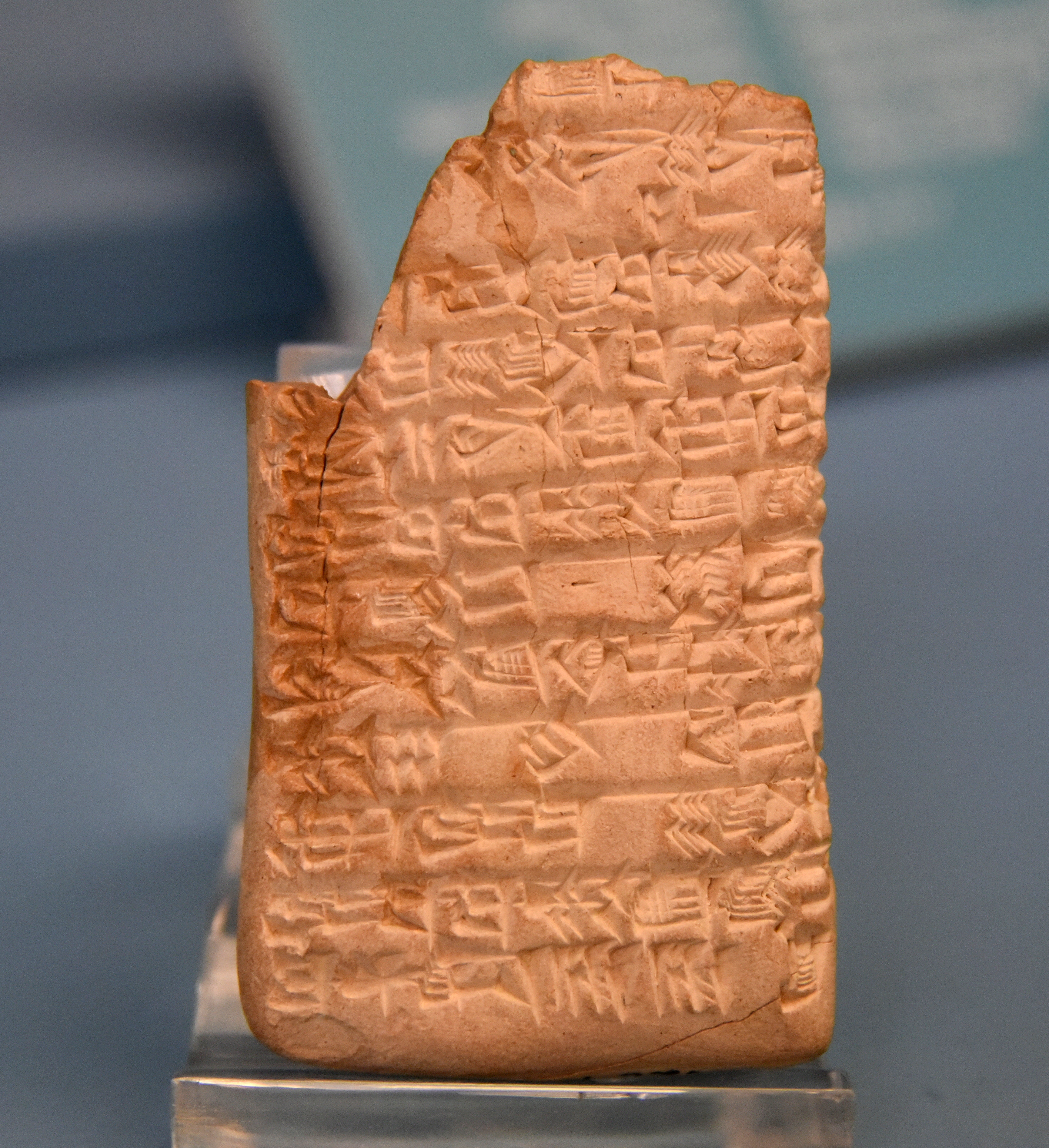
حكم عن جريمة قتل. قرص تيراكوتا من جيرسو، العراق. 2112-2004 قبل الميلاد. متحف الشرق القديم، اسطنبول

## قانون جنائي
في قضية جنائية، يتم إصدار الحكم، الذي قد يكون إما «غير مذنب» أو «مذنب» - باستثناء اسكتلندا حيث يتوفر أيضاً حكم «غير مثبت» - من قبل هيئة المحلفين. فقد يكون للتهم المختلفة في نفس القضية أحكام مختلفة.
عادة ما يتبع الحكم بالإدانة في قضية جنائية حكم إدانة يصدره القاضي، والذي يتبعه بدوره العقوبة المحكوم بها.
في التسمية القانونية الأمريكية، يكون الحكم هو النتيجة التي توصلت إليها هيئة المحلفين بشأن الأسئلة المتعلقة بالوقائع المقدمة إليها. بمجرد أن تتلقى المحكمة (القاضي) الحكم، يصدر القاضي القرار في الحكم. حكم المحكمة هو الأمر النهائي في القضية. إذا تم إقرار أن المدعى عليه مذنبا، يمكنه اختيار استئناف القضية أمام محكمة الاستئناف المحلية.

## حكم التسوية
حكم توفيقي هو «الحكم الذي لا يتم التوصل إليه إلا من خلال التنازل عن القناعة التي تم التوصل إليها بشأن قضية مادية واحدة من قبل بعض المحلفين مقابل تنازل آخرين عن رأيهم المشابه في قضية أخرى والنتيجة هي حكم لا يأمر بالموافقة عليه من الجميع»، وهو على هذا النحو، غير مسموح به.

## الحكم الموجه
في المحاكمة أمام هيئة محلفين، الحكم الموجه هو أمر صادر من رئيس المحكمة إلى هيئة المحلفين لإصدار حكم معين. عادة، يأمر القاضي بإصدار حكم موجه بعد اكتشاف أنه لا يمكن لأي هيئة محلفين معقولة التوصل إلى قرار مخالف. بعد صدور حكم موجه، لا يعود هنالك حاجة لهيئة المحلفين للبت في القضية.
يجوز للقاضي أن يأمر بإصدار حكم موجه في القضية برمتها أو في نزاعات معينة فقط.
في قضية جنائية في الولايات المتحدة، بمجرد إغلاق المدعي العام لقضيته، يجوز للمدعى عليه أن يطلب إصدار حكم موجه. في حالة منح الحكم، سيكون «غير مذنب». لا يجوز للمدعي العام السعي للحصول على حكم موجه بالإدانة، حيث أن للمدعى عليه الحق الدستوري في تقديم دفاع ودحض قضية الادعاء ولهيئة محلفين تحديد الذنب أو البراءة (حيث تنازل المدعى عليه عن حقه في محاكمة أمام هيئة محلفين وسمح للقاضي بإصدار الحكم، وهذا لا يزال ساريًا).
في النظام القانوني الأمريكي، تم استبدال مفهوم الحكم الموجه بالحكم كمسألة قانونية.

## حكم عام
الحكم العام هو الحكم الذي تتوصل فيه هيئة المحلفين إلى نتيجة كاملة واستنتاج واحد حول جميع القضايا المعروضة عليها. أولاً: تتوصل هيئة المحلفين إلى الوقائع كما ثبت بالأدلة، ثم تطبق القانون حسب تعليمات المحكمة، وتصدر في النهاية حكمًا في استنتاج واحد يحسم القضية. يتم الإبلاغ عن هذا الحكم على النحو التالي:
«نحن هيئة المحلفين نجد أن النزاع هو في صالح المدعي (أو المدعى عليه، حسب القضية) ونقدر تعويضاته بمائة ألف دولار».

## حكم مختوم
الحكم المختوم هو الحكم الذي يوضع في ظرف مختوم عندما يكون هناك تأخير في إعلان النتيجة، مثل انتظار القاضي والأطراف والمحامين للعودة إلى المحكمة. يُحفظ الحكم في مظروف مختوم حتى ترجع المحكمة جلسته ثم يُسلم للقاضي. هذه الممارسة هي في الواقع الافتراضي في العديد من الولايات القضائية الأمريكية أو قد تكون بتفضيل القاضي المعني.

## حكم خاص
في القانون الإنجليزي، الحكم الخاص هو حكم صادر عن هيئة محلفين تقدم استنتاجات واقعية محددة بدلاً من (أو بالإضافة إلى) إعلان هيئة المحلفين بالذنب أو المسؤولية. على سبيل المثال، قد يكتب المحلفون مبلغًا نقديًا محددًا للأضرار، أو نتيجة التناسب، بالإضافة إلى النتيجة النهائية التي توصلت إليها هيئة المحلفين بشأن المسؤولية. يمكن استخدام نموذج حكم هيئة المحلفين الخاص لإجابة هيئة المحلفين على الأسئلة الموجهة فيما يتعلق بالعناصر المطلوبة لسبب الدعوى أو القضايا الخاصة، ولتحديد التعويضات المالية للأضرار حسب الأضرار الاقتصادية وغير الاقتصادية، والمستفيد و/أو فئات محددة من الأضرار (فقدان القدرة على الكسب، ونفقات الجنازة، وفقدان المقدرة على الكسب، والمعيل، ألم والمعاناة، وما إلى ذلك). وبكلمات ويليام بلاكستون، «يذكر المحلفون الحقائق المجردة، حيث وجدوا أنها مثبتة، ويصلوا النصيحة للمحكمة بشأنها». تهدف الأحكام الخاصة إلى تركيز انتباه هيئة المحلفين على الأسئلة المهمة المطروحة.
أصدر القاضي حكماً خاصاً في قضية عام 1884 الشهيرة الخاصة بـ R v. Dudley and Stephens، والتي شكلت سابقة مفادها أن الضرورة ليست دفاعًا عن تهمة القتل العمد، ولكن بشكل عام يوصى بعدم إعادة مثل هذه الأحكام إلا في معظم الحالات. حالات استثنائية.
لهيئة المحلفين وظيفة تاريخية تتمثل في تعديل قواعد القانون من خلال المنطق السليم للتأثير على وقائع قضية معينة. لهذا السبب أشار القاضي بلاك ودوغلاس إلى عدم موافقتهما على الأحكام الخاصة حتى في القضايا المدني.